# Byle (Finspång)
Byle is een plaats in de gemeente Finspång in het landschap Östergötland en de provincie Östergötlands län in Zweden. De plaats heeft 134 inwoners (2005) en een oppervlakte van 44 hectare.